# Eidgenössische Volksinitiative «Keine Massentierhaltung in der Schweiz (Massentierhaltungsinitiative)»
Die eidgenössische Volksinitiative «Keine Massentierhaltung in der Schweiz (Massentierhaltungsinitiative)» ist eine im Mai 2019 eingereichte Volksinitiative, die eine Abschaffung der Massentierhaltung fordert. Der Bundesrat wollte der Initiative einen direkten Gegenentwurf gegenüberstellen. Dies wurde aber von der Bundesversammlung abgelehnt. Die Initiative wurde in der Volksabstimmung vom 25. September 2022 von Volk und Ständen mit 62,86 % sowie fast allen (alle bis auf Basel-Stadt) Ständestimmen abgelehnt.

## Initiative

### Wortlaut
1 Der Bund schützt die Würde des Tieres in der landwirtschaftlichen Tierhaltung. Die Tierwürde umfasst den Anspruch, nicht in Massentierhaltung zu leben.
2 Massentierhaltung bezeichnet die industrielle Tierhaltung zur möglichst effizienten Gewinnung tierischer Erzeugnisse, bei der das Tierwohl systematisch verletzt wird.
3 Der Bund legt Kriterien insbesondere für eine tierfreundliche Unterbringung und Pflege, den Zugang ins Freie, die Schlachtung und die maximale Gruppengrösse je Stall fest.
4 Er erlässt Vorschriften über die Einfuhr von Tieren und tierischen Erzeugnissen zu Ernährungszwecken, die diesem Artikel Rechnung tragen.
Art. 197 Ziff. 12
12. Übergangsbestimmungen zu Art. 80a (Landwirtschaftliche Tierhaltung)
1 Die Ausführungsbestimmungen zur landwirtschaftlichen Tierhaltung gemäss Artikel 80a können Übergangsfristen von maximal 25 Jahren vorsehen.
2 Die Ausführungsgesetzgebung muss bezüglich Würde des Tiers Anforderungen festlegen, die mindestens den Anforderungen der Bio-Suisse-Richtlinien 2018 entsprechen.

### Argumente der Initianten
Nach Ansicht der Initianten würden in der Massentierhaltung sämtliche Bedürfnisse der Tiere systematisch missachtet. Trotz des evidenten Umstandes, dass Tiere Leid empfinden können, würden sie nicht als Lebewesen, sondern als Produkte behandelt. Das zeige, dass die geltende Tierschutzgesetzgebung nicht ausreiche, um drastische Einschnitte in das Wohlbefinden und die Würde der Tiere zu verhindern. Zudem sprächen auch gesundheitliche Gründe für die Annahme der Initiative. So führe die «industrielle Tierproduktion» zu höheren Krankheitsrisiken, die einen höheren Medikamenten- bzw. Antibiotikaeinsatz nach sich zögen, und das habe eine Ausbreitung von Antibiotika-resistenten Keimen zur Folge. Die Initiative treffe des Weiteren lediglich ca. 5 % der landwirtschaftlichen Betriebe, zu denen überwiegend grosse gehören; kleinere Bauernhöfe wären nicht betroffen.

## Behandlung der Initiative

### Einreichung der Initiative
Die Vorprüfung der Initiative durch die Bundeskanzlei fand am 29. Mai 2018 statt. Diese verfügte, dass die Initiative den geltenden Normen (Art. 68, Art. 69 BPR; Art. 23 VPR) entspricht. Daraufhin begann der Fristenlauf von 18 Monaten zur Sammlung der Unterschriften vom 12. Juni 2018 bis zum 12. Dezember 2019 (Art. 139 Abs. 1 BV). Die Initiative wurde jedoch schon am 17. Mai 2019 eingereicht. Die Bundeskanzlei erklärte sie am 15. Oktober 2019 als zustande gekommen mit 106'125 gültigen Unterschriften.

### Botschaft des Bundesrates
Weil der Bundesrat beschloss, einen direkten Gegenentwurf zur Initiative vorzuschlagen, hatte er 18 Monate Zeit, der Bundesversammlung eine Botschaft und einen Entwurf für einen Bundesbeschluss für die Stellungnahme zur Volksinitiative zu unterbreiten (Art. 97 Abs. 2 ParlG). Diese Pflicht, Botschaft und Entwurf zu unterbreiten, erfüllte er am 19. Mai 2021. In vielen Aspekten stimmte der Bundesrat mit den Forderungen der Massentierhaltungsinitiative überein. So sei die Orientierung an die Bio-Suisse-Richtlinien 2018 zu begrüssen, die eine Reduktion der Tierbestände in der Schweiz zum Ziel haben. Dadurch erhoffe sich das Initiativkomitee, dass die Umweltbelastung durch Ammoniak, Stickstoff und Methan zurückgehe, dass der Tierschutz ausgebaut werde (z. B. mehr Platz für das einzelne Tier) und dass positive Auswirkungen auf die menschliche Gesundheit erzielt werden können (z. B. Eindämmung der Verbreitung von Antibiotikaresistenz bei Bakterien). All dies strebe der Bundesrat ebenso an. Jedoch sprächen laut dem Bundesrat auch gute Gründe gegen die Initiative, weshalb er sich entschied, sie zur Ablehnung zu empfehlen. Einerseits sei Massentierhaltung, wie sie vom Initiativkomitee definiert wird, schon durch das Tierschutzgesetz verboten. Andererseits seien die geforderten Kriterien derart detailliert, dass eine Verankerung auf Verfassungsstufe abzulehnen sei. Zudem stünde Art. 197 Ziff. 12 Abs. 2 in Konflikt mit den internationalen Verpflichtungen der Schweiz gegenüber der WTO, der EU und Staaten, mit denen sie Handelsabkommen hat. Es wäre mit einer Klage bei der WTO zu rechnen, deren Ausgang unklar ist. Weil der Bundesrat aber in vielen Punkten und vor allem mit auch den Grundsätzen der Initiative übereinstimmte, stellte er ihr einen direkten Gegenentwurf auf Verfassungsstufe entgegen. Der Gegenentwurf verzichtete auf die Importregelung und die Verankerung der Bio-Suisse-Richtlinien 2018 in der Verfassung. Der Bundesrat wollte aber auch in der Verfassung verankern, dass der Bund Vorschriften erlässt über den Schutz und das Wohlergehen der Tiere. Für Nutztiere müsse das Wohlergehen insbesondere sichergestellt werden durch tierfreundliche Unterbringung und Pflege, regelmässigen Auslauf und schonende Schlachtung.

### Beratung in den Eidgenössischen Räten
Am 14. Dezember 2021 begann die Beratung der Initiative im Nationalrat. Schon zu Beginn hatte sich eine breite Opposition gegen die Initiative gebildet; lediglich die Fraktion der Grünen unterstützte sie vollumfänglich. Eine Vertreterin der Initiative und Initiantin, Meret Schneider, war der Ansicht: «Wenn wir als Menschen Tiere halten und essen, sind wir verantwortlich, dass wir ihnen ein dem Tierwohl entsprechendes Leben ermöglichen». Auch Gegner der Initiative, namentlich aus den Reihen der FDP- und Mitte-Fraktion, beteuerten die Wichtigkeit des Tierwohls. Da die Schweiz aber bereits sehr strenge Tierschutzregelungen besitze, sei eine weitere Ausdehnung nicht nötig. Vertreter der SVP-Fraktion vertraten des Weiteren die Position, dass die Initiative zu einer Reduktion des Tierbestandes führe. Das hätte aber zur Folge, dass die Tiere in der Produktion fehlten. Die einzige Lösung dieses Problems sei eine erhöhte Import-Rate, was aber wiederum nicht im Interesse von Parlament und Bevölkerung sei. In seiner zweiten Beratung am Tag darauf beschloss der Nationalrat mit 111 zu 60 Stimmen bei 19 Enthaltungen, die Initiative Volk und Ständen zur Ablehnung zu empfehlen. Weiter beschloss er mit 107 zu 81 Stimmen bei einer Enthaltung, auf den direkten Gegenentwurf des Bundesrates nicht einzutreten. Für Eintreten stimmten die geschlossenen Fraktionen der SP und der Grünliberalen und eine grosse Mehrheit der Grünen, dagegen die geschlossene Fraktion der SVP und grosse Mehrheiten der Fraktion der FDP-Liberalen und der Mitte. Der Antrag von Kilian Baumann (Grüne Fraktion), das Geschäft an die Kommission zurückzuweisen mit dem Auftrag, einen indirekten Gegenentwurf auf Gesetzesstufe auszuarbeiten, wurde mit 106 zu 81 Stimmen ebenfalls abgelehnt. Der Ständerat beschloss am 2. März 2022 mit 32 zu acht Stimmen bei vier Enthaltungen, die Initiative zur Ablehnung zu empfehlen, und mit 30 zu 14 Stimmen, auf den direkten Gegenentwurf nicht einzutreten. Nachdem beide Räte übereinstimmende Beschlüsse gefasst hatten, stimmten sie dem Bundesbeschluss mit der negativen Abstimmungsempfehlung in den Schlussabstimmungen vom 18. März 2022 definitiv zu.

## Volksabstimmung

### Parolenspiegel

#### Haltungen der Parteien
Ja-Parole: SP, Grüne, GLP, Autopartei
Nein-Parole: SVP, FDP, Mitte, EDU
Stimmfreigabe: EVP, PdA

#### Weitere Haltungen (Auswahl)
Ja-Parole: VPOD, Kleinbauern-Vereinigung, Bio Suisse, Pro Natura, Schweizer Tierschutz, Stiftung für das Tier im Recht, Vegane Gesellschaft Schweiz, Schweizerischer Demeter-Verband
Nein-Parole: SBV, SGV, Gastrosuisse, Schweizerische Arbeitsgemeinschaft für die Berggebiete (SAB) Auch die beiden Detailhändler Migros und Coop lehnen die Initiative ab. Über Micarna und Bell betreiben beide Detailhändler eigene Schlachtbetriebe.

### Ergebnisse
Die Initiative wurde mit 62,86 % Nein-Stimmen und ½ zu 22 ½ Ständen bei einer Stimmbeteiligung von 52,27 % klar abgelehnt. Die einzige zustimmende halbe Standesstimme kam aus dem Kanton Basel-Stadt.
| Kanton                 | Stimmberechtigte | Stimmbeteiligung (in Prozent) | Ja-Stimmen | Nein-Stimmen | Ja-Stimmen (in Prozent) |
| ---------------------- | ---------------- | ----------------------------- | ---------- | ------------ | ----------------------- |
| Schweiz                | 5,549,331        | 52.3                          | 1,062,674  | 1,798,972    | 37,1                    |
| Zürich                 | 960,684          | 51.4                          | 228,252    | 261,398      | 46.6                    |
| Bern                   | 746,279          | 53.9                          | 153,411    | 244,500      | 38.6                    |
| Luzern                 | 284,084          | 56.4                          | 50,890     | 107,050      | 32.2                    |
| Uri                    | 26,998           | 50.4                          | 3,369      | 10,068       | 25.1                    |
| Schwyz                 | 107,065          | 57.3                          | 15,287     | 45,707       | 25.1                    |
| Obwalden               | 27,399           | 59.4                          | 3,778      | 12,161       | 23.7                    |
| Nidwalden              | 31,737           | 57.6                          | 4,839      | 13,242       | 26.8                    |
| Glarus                 | 26,688           | 45.7                          | 4,444      | 7,660        | 36.7                    |
| Zug                    | 78,144           | 57.8                          | 14,808     | 30,100       | 33.0                    |
| Freiburg               | 212,695          | 53.6                          | 30,500     | 82,215       | 27.1                    |
| Solothurn              | 182,547          | 51.1                          | 34,805     | 57,930       | 37.5                    |
| Basel-Stadt            | 114,039          | 53.6                          | 33,210     | 26,980       | 55.2                    |
| Basel-Landschaft       | 190,927          | 51.7                          | 38,050     | 58,017       | 39.6                    |
| Schaffhausen           | 53,575           | 68.6                          | 14,162     | 21,204       | 40.0                    |
| Appenzell Ausserrhoden | 38,994           | 56.8                          | 7,593      | 14,396       | 34.5                    |
| Appenzell Innerrhoden  | 12,173           | 52.5                          | 1,358      | 4,915        | 21.6                    |
| St. Gallen             | 329,981          | 51.5                          | 56,701     | 112,288      | 33.6                    |
| Graubünden             | 141,475          | 49.7                          | 24,053     | 45,118       | 34.8                    |
| Aargau                 | 439,398          | 49.8                          | 77,254     | 140,191      | 35.5                    |
| Thurgau                | 177,776          | 52.3                          | 28,237     | 62,534       | 31.1                    |
| Tessin                 | 224,811          | 52.4                          | 39,932     | 75,784       | 34.5                    |
| Waadt                  | 467,964          | 52.7                          | 83,465     | 158,811      | 34.5                    |
| Wallis                 | 231,452          | 49.7                          | 26,544     | 84,415       | 23.9                    |
| Neuenburg              | 113,969          | 48.4                          | 19,651     | 34,714       | 36.1                    |
| Genf                   | 274,243          | 47.5                          | 60,236     | 66,999       | 47.3                    |
| Jura                   | 54,234           | 53.2                          | 7,845      | 20,565       | 27.6                    |

Quelle:

## Meinungsumfragen
| Institut  | Auftraggeber | Datum                               | Befragte | Ja | Eher Ja | Unentschieden Keine Antwort | Eher Nein | Nein |
| --------- | ------------ | ----------------------------------- | -------- | -- | ------- | --------------------------- | --------- | ---- |
| LeeWas    | Tamedia      | 7. September – 8. September 2022    | 17'377   | 34 | 5       | 1                           | 7         | 53   |
| gfs. Bern | SRG SSR      | 31. August 2021 – 7. September 2022 | 8'642    | 35 | 12      | 1                           | 11        | 41   |
| LeeWas    | Tamedia      | 24. Januar – 25. August 2022        | 15’718   | 38 | 10      | 3                           | 9         | 40   |
| LeeWas    | Tamedia      | 3. August – 4. August 2022          | 16'341   | 40 | 15      | 2                           | 10        | 33   |
| gfs. Bern | SRG SSR      | 29. Juli – 15. August 2022          | 12'015   | 33 | 18      | 3                           | 14        | 32   |

Bemerkungen: Angaben in Prozent. 

## Sonstiges
Die SVP, FDP sowie Die Mitte werden vom Schweizer Bauernverband für ihre Nein-Parolen und Abstimmungskampagnen mit rund je 80'000 Franken unterstützt.